# ترزا مارینووا
ترزا مارینووا (بلغاری: Тереза Мончева Маринова؛ زادهٔ ۵ سپتامبر ۱۹۷۷) ورزشکار پرش سه‌گام اهل بلغارستان است.